# 莫利诺-代托尔蒂
莫利诺-代托尔蒂（義大利語：Molino dei Torti），是意大利亚历山德里亚省的一个市镇。总面积2.74平方公里，人口701人，人口密度255.8人/平方公里（2009年）。ISTAT代码为006096。